# Die Bräuteschule 1958
Die Bräuteschule 1958 ist eine Doku-Soap der ARD, die von Lichtblick Film produziert und im Januar/Februar 2007 im Ersten ausgestrahlt wurde. Im Dezember 2008/Januar 2009 wurde die Serie ein zweites Mal im Ersten ausgestrahlt.
Im Rahmen eines Experiments wurde versucht, in der Bildungsstätte Soonwald Schlösschen in Mengerschied im Hunsrück die Bedingungen einer Hauswirtschaftsschule der 1950er Jahre, umgangssprachlich Bräuteschule genannt, nachzustellen. Die siebzehn 25-minütigen Folgen (von denen sechzehn im Fernsehen ausgestrahlt wurden) wurden unter der Regie von Susanne Abel zusammengestellt.
Die Serie gliedert sich ein in eine Reihe von Living-History-Produktionen der ARD, zu denen neben der Bräuteschule 1958 auch Schwarzwaldhaus 1902 (2002), Abenteuer 1900 – Leben im Gutshaus (2004), Abenteuer 1927 – Sommerfrische (2005) und Steinzeit – Das Experiment (2007) gehören.

## Grundkonzept und Technik
Die Doku-Soap gehört zur Living-History-Kategorie, da die meisten Protagonisten für 6 Wochen unter den Bedingungen von 1958 lebten und sich in diesem Sinn einer Zeitreise unterzogen. Grundidee war herauszufinden und filmisch festzuhalten, was passiert, wenn eine Gruppe von Mädchen aus der heutigen Zeit mit dem Frauenbild der 1950er Jahre konfrontiert wird. Es war nicht geplant, dabei eine vorher feststehende Botschaft zu vermitteln. Als Protagonisten fungierten 10 Schülerinnen, mehrere Lehrkräfte einschließlich Hausmeister sowie zwei Hausmeistergehilfen. Die um 1930 als Jagdschloss erbaute Bildungseinrichtung wurde für 6 Wochen bis ins Detail (Möbel, Tapeten, elektrische Ausstattung, sanitäre Einrichtungen) als Internat im Stil der 1950er Jahre umgebaut und mit funktionsfähigen Geräten und Lehrmaterial der 1950er Jahre ausgestattet. Im Ort Mengerschied wurde für die Zeit der Dreharbeiten eine Milchbar im Stil von 1958 eingerichtet, in der sich die Mädchen samstags für drei Stunden mit den Tanzschülern trafen.
Es handelte sich um die bis dahin kostenaufwendigste Fernsehproduktion der ARD. Die hohen Kosten entstanden vor allem dadurch, dass die Geräte nicht nur original aus der Zeit, sondern auch funktionsbereit sein und im Lehrbetrieb benutzt werden mussten. In der ursprünglichen Planung waren 12 Schülerinnen und das Jahr 1956 anvisiert worden, realisiert wurde das Projekt mit 10 Schülerinnen. Eine wissenschaftliche Begleitung und Auswertung des Experiments fand nicht statt.

### Drehbedingungen
Die Situation am Drehort wurde von Vivian Vrancken 2007 in ihrem Buch (siehe Literatur) ausführlich beschrieben. Zwischen Drehteam und Internatsbetrieb gab es eine klare Trennung. Die Protagonistinnen kamen nur mit den wenigen Mitarbeitern beim Dreh in Kontakt, bei denen dies unvermeidbar war. Der Großteil des Produktionsteams blieb fast immer unsichtbar. Für die Funktion des Tagesablaufs und Einhaltung der Regeln war die Direktorin Frau Dittrich alleine verantwortlich. Die Mädchen waren vom Drehteam verpflichtet worden, die Tagebuchkamera zu nutzen. Diese befand sich in einem kleinen und abgedunkelten Raum im Haus. Die Beteiligten sollten dort ihre Eindrücke und Gefühle zum Ausdruck bringen. Dieser Raum stellte auch einen gewissen Freiraum dar, der zum Essen von Äpfeln genauso genutzt wurde wie für Albernheiten. Die Tagebuchkamera wurde von der Produktion täglich ausgewertet, um für die Regie aktuelle Kenntnisse über die Befindlichkeiten der Mädchen zu gewinnen, und Hilfestellungen beim Rekonstruieren von Handlungssträngen zu bekommen.
Im Gegensatz zu einem Film, der in der Regel nach Vorlage eines Drehbuchs gedreht wird, wird beim dokumentarischen Erzählen das Drehbuch erst nach der gefilmten Handlung geschrieben. Dies hatte zur Folge, dass von 600 Stunden Handlung, die mit der Kamera festgehalten wurden, am Ende nur Filmmaterial in der Länge von ca. 8 Stunden ausgewählt wurde. Dieser Aufwand ist nur möglich, seitdem bezahlbare Kameras und Aufnahmematerialien verfügbar sind sowie Schnittsysteme, die diese Massen an Material verwalten können. Vorgegeben war die Anzahl von 16 Folgen und deren Länge von 25 Minuten. Was im Internat passierte, wurde nach Beginn des Unterrichts weder von der Produktion noch von der Regie beeinflusst. Ereignisse konnten generell nicht nachgestellt, Szenen nicht wiederholt werden. Die Kameraeinstellung oder Beleuchtung konnte in einer Szene mitunter ungünstig sein, besonders wenn in engen Räumen gedreht wurde. Um die Protagonistinnen nicht zu stören, wurde außerdem auf jegliche künstliche (und unzeitgemäße) Beleuchtung sowie auf Blitzlicht bei Fotos verzichtet, was häufig eine schlechte Bildqualität in filmischen und fotografischen Aufnahmen in Innenräumen zur Folge hatte (Vrancken 2007 entschuldigt sich gleich am Anfang ihres Buches dafür).

### Dokumentarisches Erzählformat
Bei diesem Format wird versucht, die Wirklichkeit möglichst tatsachengetreu nachzuerzählen, in einer kondensierten und bei dieser Produktion nach Maßgabe der Regie möglichst dramatischen Form. Da die beiden Kameras nicht 24 Stunden jeden Ort des Geländes überwachen konnten, kam es vor, dass die Kamera bei wichtigen Entwicklungen nicht dabei war. Dies war vor allem dann problematisch, wenn spätere Handlungen sich auf ein Ereignis bezogen, das nicht gefilmt worden war. Es muss außerdem Szenen gegeben haben, die gefilmt worden waren, jedoch aus technischen Gründen (z. B. Kameramann versehentlich im Bild oder technische Defekte) nicht verwendbar waren. In Folge 4 ist bei der Ankunft des Schulrats kurz der Schatten eines Kameramanns zu sehen, kurz vorher in derselben Folge läuft ein Kameramann unbemerkt am Fenster der Direktorin vorbei.
Tanzlehrer Henseling beschreibt in Vrancken 2007 eine Situation, in der er außerhalb des Internats Julias Freund Tom auf seinen bevorstehenden Heiratsantrag vorbereitete. Diese Szenen mussten beide Protagonisten unter Regieanleitung mehrere Male wiederholen, damit das Drehteam die ideale Kameraeinstellung für die spätere reale Szene herausfinden und üben konnte. Beim Schnitt habe die inszeniert wirkende Szene laut Vrancken 2007 starke Diskussionen ausgelöst. Es liegt nahe, dass auch die Ankunftsszene des Schulrats geübt worden war.
In vielen Situationen wurden ähnliche Szenen als Ersatz für versäumte Filmszenen verwendet und später durch Schnitt zu einer inhaltlichen Einheit zusammengefügt. Hierfür gibt es viele Beispiele. In Folge 6 werden am Ende Schülerinnen gezeigt, die sich trösten – laut Sprecherin wird Julia getröstet, die jedoch nur kurz ins Bild kommt und unbeteiligt danebensteht. Gegen Ende von Folge 3 wird im Salon gesungen, dabei wurden Bilder von zwei Abenden mit unterschiedlicher Chorzusammensetzung abwechselnd zusammengeschnitten. Vrancken argumentierte 2007, der Wahrheitsgehalt der erzählten Geschichte werde dabei nicht verfälscht. Allerdings unterliegt dies der Verantwortung der für den Schnitt verantwortlichen Regie, Kontrollinstanzen gibt es nicht.
Durch das Vertrauensverhältnis zwischen Kamerateam und Schülerinnen kam es vor, dass die Mädchen den Kameraleuten, die ihnen gelegentlich auch eine Schulter zum Ausweinen anboten, manchmal kleine Geheimnisse anvertrauten. Hieraus erklärt sich, dass die Kamera Szenen wie Alkoholschmuggel, heimliches Trinken oder Rauchen filmen konnte.

### Tontechnik
Im Bereich Tontechnik wurde nicht Neuland betreten, da Konzept und Team aus den vorangegangenen Produktionen Abenteuer 1900 – Leben im Gutshaus und Abenteuer 1927 – Sommerfrische übernommen wurden. Allerdings wurden durch Vrancken 2007 die ton- und kameratechnischen Einzelheiten bei einer Living-History-Produktion erstmals der Öffentlichkeit vorgestellt. Im Gegensatz zu einem nach Drehbuch inszenierten Film, bei dem Szenen wiederholt werden können, konnte hier jede Szene nur einmal aufgezeichnet werden. Dies erhöhte auch die Anforderungen an die Tontechnik. Gearbeitet wurde mit einem Tontechniker-Team aus fünf Personen, an die besonders hohe Ansprüche an Verantwortungsbewusstsein und Teamfähigkeit gestellt wurden. Insgesamt 35 Protagonisten wurden mit Ansteckmikros und Taschensendern ausgestattet, die sie morgens selbst aktivierten. Gedreht wurde in der Regel mit zwei Kameras gleichzeitig, Ton wurde auf Mehrspurrekordern mit bis zu 32 Tonspuren aufgezeichnet und in einem Nebengebäude auf dem Gelände mit zwei digitalen Mischpulten gemischt. Bei Aufnahmen außerhalb des Hauses wurden mobile Festplatten-Rekorder mit 8 Tonspuren verwendet. Die Tontechnik hatte die Bilder beider Kameras live auf Monitoren sichtbar. Um Voyeurismus zu vermeiden, wurde grundsätzlich nur abgehört, wer sich im Bild befand. Um unnötige Störungen im Internatsleben zu vermeiden, verließen die Tontechniker das Grundstück abends ungesehen durch den angrenzenden Soonwald.

### Musik
Die Musik zur Serie und für den Tanzunterricht wurde von den Komponisten Michael Klaukien und Andreas Lonardoni geschrieben, die Titelmusik wurde mit dem Deutschen Filmorchester Babelsberg aufgenommen. Grundrhythmen und Tempi für den Tanzunterricht waren von Jörg Henseling vorgegeben worden. Der größte Teil der Musik wurde am Computer produziert, wobei zur Erzeugung eines authentischen 1950er-Jahre-Klangs in die Playbacks live spielende Musiker integriert worden waren. In den 1950er Jahren war ausschließlich mit großen Orchestern gespielt worden.

## Inhalte mit Erläuterungen

### Folge 1 – Die Stunde Null
Begrüßung der 10 Schülerinnen durch das Lehrpersonal, Verabschiedung der Angehörigen und Vergabe der Zimmer und Kleidung (Schuluniformen im Stil einer Hauswirtschaftsschule der 1950er Jahre), in Verbindung mit zeitgemäßen Frisuren. Alle Utensilien der gegenwärtigen Zeit müssen abgegeben werden, darunter sämtliche elektronischen Geräte und kosmetischen Artikel. Die Lehrkräfte versuchen zunächst den hauswirtschaftlichen Vorkenntnisstand zu ermitteln und äußern sich darüber anschließend überrascht und enttäuscht. In den 1950er Jahren hatten Mädchen in diesem Alter im Vergleich deutlich mehr Vorkenntnisse in Sachen Putzen, Kochen und Haushaltsführung in eine Hauswirtschaftsschule einbringen können. Einige der Mädchen betreten fast absolutes Neuland (als Beispiel wird Sandrin gezeigt, die die Begriffe für die verschiedenen Putztücher nicht kennt und dies in der Tagebuchkamera auch so benennt). Im Erziehungsstil der 1950er Jahre entscheidet die Direktorin, dem Problem mit strenger Disziplin zu begegnen.
Mehr als 1500 Menschen hatten sich für die 17 Protagonisten für die „Bräuteschule“ beworben, nachdem im November 2005 ein Castingaufruf in Radio, TV und Zeitungen veröffentlicht wurde. Nicht gesucht wurden Schauspieler oder Laiendarsteller, sondern Personen aus dem wirklichen Leben, die in der Lage waren, sich vor laufender Kamera möglichst unverfälscht zu verhalten. Bei der Zusammenstellung der Schülerinnengruppe wurde zudem darauf geachtet, dass eine natürliche Bandbreite von Persönlichkeiten abgedeckt wurde, darunter auch nachdenkliche und ausgleichende Charaktere. Beginn der sechswöchigen Dreharbeiten war der 2. April 2006 (Beginn der Zeitreise für die Schülerinnen), wobei die Lehrkräfte (mit Ausnahme von Tanzlehrer Henseling) schon eine Woche vorher im Gebäude eingezogen waren und sich intensiv auf ihre Aufgaben vorbereitet hatten. Dazu zählte auch die Einarbeitung in sprachliche Unterschiede zur heutigen Zeit.

### Folge 2 – Die erste Tanzstunde
Einmal in der Woche findet im Tanzsaal donnerstags abends Tanzunterricht unter der Leitung von Tanzlehrer Henseling statt. Eine Gruppe der in zwei Gruppen eingeteilten Schülerinnen bekommt am Vormittag unter der Leitung von Frau Limbrock die Aufgabe, den Holzfußboden in Tanzsaal zu bohnern. Bis zum Mittag ist nur ein kleiner Teil der ungewohnt harten Arbeit geschafft, sodass die zweite Gruppe nach dem Mittagessen mitarbeiten muss. In der anschließenden Tanzstunde mit den mit Herrn Henseling eingetroffenen Tanzpartnern werden auch Anstands- und Benimmregeln vermittelt, die bei den Schülerinnen mitunter Staunen hervorrufen.
Unterrichtet wurde Langsamer Walzer, Blues, Rumba und Cha Cha Cha, nicht jedoch Rock ’n’ Roll. Tanzlehrer Jörg Henseling war für seine Aufgabe nicht die gesamten 6 Wochen am Drehort, sondern reiste zwischendurch aus Marburg an, insgesamt 18 Mal nahm er Termine in der Hauswirtschaftsschule wahr. Jörg Henseling war durch 4 Castings gegangen und vertiefte sich für seine Rolle intensiv in die Benimm-Regeln der 1950er Jahre. Zu seinen Aufgaben zählte unter anderem die Erstellung eines stimmigen und bis ins Detail ausgearbeiteten Konzepts für die Tanzstunde. Er wählte auch die zeitgemäße Musik aus, die teilweise sogar extra für die Serie nach seinen Vorgaben komponiert wurde. Auch die Benimmregeln waren unter seiner Anweisung streng einzuhalten. Typisch war das Auffordern der Dame durch den Herrn, das Einnehmen der Tanzhaltung, das exakte Verbeugen oder Anweisungen zum kultivierten Umgang mit „Mauerblümchen“, den weniger begehrten Tanzpartnerinnen. Letzteres wurde vorab und ohne die Damen besprochen.

### Folge 3 – Der Zusammenbruch
Am fünften Tag entlädt sich die zunehmende Erschöpfung und Überforderung in einer schweren Krise, die die gesamte Gemeinschaft im Internat betrifft. Elisabeth bricht beim Essen in Tränen aus und läuft in die Küche, später treffen sich Hannah und Julia als Gruppensprecherinnen mit Frau Direktor im Klassenzimmer, um eine Lösung zu finden. Hannah, die Tochter der Direktorin, vermittelt ihrer Mutter unter Tränen, dass die Schülerinnen am Rand ihrer Belastbarkeit stehen. Die Leiterin des Internats gewährt den Mädchen darauf 30 Minuten pro Tag mehr Freizeit. Eine ältere Lehrerin, Frau Freese, setzt sich am Nachmittag mit den Mädchen in den Salon und spricht über ihre eigenen Erfahrungen aus den 1950er Jahren.
Diese Krise einige Tage nach Beginn des Internatsalltags war von der Regisseurin erwartet worden und scheint auch in anderen derartigen Produktionen vorzukommen, die Beteiligten am Set waren darauf vorbereitet gewesen. Die in Folge 3 gezeigten Szenen sind nach Vrancken 2007 authentisch und waren nur dadurch möglich, dass sich zwischen Kamerateam und Schülerinnen ein Vertrauensverhältnis aufgebaut hatte. Es gab fest abgesprochene Zeichen, wann die Kamera nicht mehr filmen durfte oder Abstand zu halten hatte. In Folge 3 ist dies zu sehen, als Elisabeth in die Küche geht und sich abwendet, sowie als Frau Direktor nach dem Gespräch mit Hannah und Julia selbst zum Fenster geht und sich ebenfalls abwendet – beide Male bleibt die Kamera in weiter Entfernung stehen. Enne Freese gehörte zum Lehrpersonal (und gab Textilkundeunterricht), das Gespräch mit den Mädchen am fünften Tag im Salon anstelle des Unterrichts fand auf Vorschlag des Drehteams und zunächst ohne Kamera statt. Die Kamera kam erst später dazu, als eine zufällig anwesende Regieassistentin die Brisanz der Szene erkannte und das Kamerateam informierte. Das Drehteam griff allerdings nicht in Entscheidungen der Internatsleitung ein. Es war Frau Dittrichs freie Entscheidung, den Schülerinnen eine halbe Stunde mehr Pause zu geben.

### Folge 4 – Hoher Besuch
Der Besuch des Schulrats wird vorbereitet, dazu müssen die Räume gereinigt und Kuchen gebacken werden. Der Schulrat wird mit einem Lied begrüßt, nach dem Kuchenessen begutachtet er den hauswirtschaftlichen Unterricht von Frau Limbrock und reist danach wieder ab. Am Samstag dürfen die Mädchen zum ersten Mal nach einer Woche duschen und danach in die Milchbar in das nahegelegene Dorf, wo sie die Tanzschüler treffen. Julia wird bei der Gelegenheit von ihrem Freund Tom besucht.
Julias Freund Tom war der Besuch erlaubt worden, allerdings nur in zeitgemäßer Kleidung. Die Rolle des Schulrats in dieser Serie wird weder in Vivians Vranckens Buch noch anderswo näher erläutert und lässt sich ohne Insiderkenntnisse nicht verstehen. Ein Schulrat war in den 1950er Jahren ein Beamter der staatlichen Schulaufsicht, der in unregelmäßigen Abständen stichprobenartig die Arbeit der Lehrerkollegien in einem bestimmten Bezirk kontrollierte. Entsprechend hoher Respekt wurde solchen Beamten seitens der Schulleitung entgegengebracht. Im Begleitheft zur DVD „Die Bräuteschule 1958“ stehen zwei Sätze „Der Besuch des Schulrats steht an und mit ihm die Frage nach der Zukunft des Internats. Mit einem guten Auftritt sind die Gelder fürs ganze Jahr gesichert“, in der Folge selbst wird das Thema Sparsamkeit mehrmals ohne nähere Erläuterung angesprochen. Die Schulaufsicht übte jedoch in erster Linie eine auf den Lehrstoff bezogene inhaltliche Kontroll- und Weisungsfunktionen aus.
Was für eine Person der ausschließlich in Folge 4 auftretende und namenlose Schulrat tatsächlich war, lässt sich aus externen Quellen nicht erschließen. Die Szenen, in denen Frau Dittrich den Schulrat verabschiedet („ich freue mich schon sehr auf das nächste Mal“), wirken angesichts der festgelegten sechswöchigen Zeitreise geschauspielert. In diese Kategorie fällt auch die Beobachtung, dass im Büro der Direktorin unkorrekterweise ein Bild des damaligen Bundeskanzlers Konrad Adenauer hing, der als Politiker der 1950er Jahre heute bekannter ist als das damalige Staatsoberhaupt, Bundespräsident Theodor Heuss.

### Folge 5 – Die Jungs kommen!
Nach einer Woche treffen zwei Hausmeistergehilfen (Adrian und Björn) ein, die für die folgenden 5 Wochen am Internatsleben teilhaben werden. Themenschwerpunkt der Folge ist Disziplin, den Mädchen werden weitere Beschränkungen in ihrer Bewegungsfreiheit auf dem Grundstück auferlegt. Hannah wird bei der Gelegenheit mehrmals von Frau Limbrock ermahnt und muss sich später vor der Direktorin verantworten. Die Gehilfen machen zunächst einen guten Eindruck, werden später aber mehrmals ermahnt, keinen Kontakt zu den Mädchen im Haus aufzunehmen. Gezeigt wird auch die andere Seite von Disziplin. Hannah und Nadja rauchen heimlich hinter dem Schafstall. Auch Nichtraucherin Sandrin gibt in einem Telefonat zu, dass sie im Internat angefangen hat zu rauchen.
Einmal die Woche durften die Schülerinnen für 5 Minuten im Dienstzimmer der Direktorin telefonieren. Briefkontakt nach außen war auch erlaubt. Sandrin ließ sich regelmäßig die Ergebnisse der Fußball-Bundesliga schicken und diskutierte diese dann mit Herrn Burchert.

### Folge 6 – Nichts als Ärger
Aufnahmen aus der zweiten Woche. Adrian und Björn nehmen sich den Lkw (Opel Blitz), verlassen damit das Gelände und machen Pause bei einer freistehenden Eiche in der Umgebung. Frau Direktor erwischt Julia und Nadja mit Zigaretten in den Jackentaschen und lässt die beiden nachsitzen, zudem müssen alle Schülerinnen einen selbst verfassten Text als Vertrag mit der Direktorin unterschreiben, dass Alkohol und Rauchen auf dem Gelände streng verboten ist. Frau Direktor benennt bei der Gelegenheit auch die Strafmaßnahmen bei Zuwiderhandlungen. Björn und Adrian kommen zu spät zum Essen, werden vom gemeinsamen Mittagessen ausgeschlossen und ihnen wird verboten, mit dem Wagen zu fahren. Am Samstag werden die Mädchen frühzeitig aus der Milchbar ins Internat zurückbeordert, da Frau Direktor in Julias Zimmer einen extrem kritischen Brief der Schülerin gefunden und gelesen hat.
Rauchen und Alkohol waren nur für die Mädchen verboten, nicht jedoch für die Hausmeistergehilfen, die für die Mädchen Tabak, Alkohol und Schokolade in das abgeschirmte Gelände schmuggeln konnten. Die Tanzschüler waren darin weniger geschickt. Unter dem Druck im Internat begannen alle Schülerinnen bis auf eine Ausnahme zu rauchen, darunter auch Nichtraucherinnen. Die im Raum stehenden Strafen (Nachsitzen, Aufsatz schreiben, Milchbarverbot) wurden dennoch ernst genommen, die Schülerinnen fürchteten darüber hinaus weitere Sanktionen, wie Telefonverbote.

### Folge 7 – Flüchten oder Standhalten?
Thema dieser Folge sind Probleme im Internat in der Woche vor Ostern. Sandrin schüttet in der Küche versehentlich und unbemerkt von den anwesenden Schülerinnen die Suppe weg, was Frau Direktor zu einem Gruppengespräch veranlasst. Sie hat den Eindruck, die Zimmeraufteilung war nicht ideal und lässt die Mädchen unter sich entscheiden. Sabrina ist als einzige unzufrieden und tauscht mit Melanie. Sabrina hat auch Probleme mit Frau Limbrock und äußert dies in einem Gespräch mit der Direktorin. Die Schülerin sieht das Internat zunehmend als verschwendete Zeit. Im Rahmen des Unterrichts schlachtet Herr Burchert unter den Augen der Mädchen zwei der Stallkaninchen. Fräulein Hack zeigt den Schülerinnen, wie sie fachgerecht gehäutet und ausgenommen werden. Sabrina kann das nicht mit ansehen und verlässt den Raum, und tags darauf das Internatsgelände zu Fuß durch den Wald. Adrian und Björn werden geschickt, Sabrina zurückzubringen. Es folgt ein weiteres Gespräch mit der überforderten Direktorin. Julia und Elisabeth treffen den Ton besser, Sabrina entscheidet sich schließlich doch zu bleiben.
Sabrina muss mehrere Male in unbeobachteten Momenten das Internat verlassen haben. In einer Szene in Folge 7 kocht Frau Limbrock mit Elisabeth Schwarz-Sauer und spricht einen Satz direkt in die Kamera („Mein Mann mag das“). Es ist die einzige Szene in der gesamten Serie, in der zugelassen wird, dass eine Protagonistin direkt in die Kamera spricht und sich an den Zuschauer wendet.

### Folge 8 – Süße Überraschungen
Szenen von Karsamstag und Ostersonntag. Thema Putzen: die Fensterreinigung unter der Anleitung von Frau Limbrock. Melanie schreibt heimlich Briefchen mit Björn, der mit Adrian auf die Idee kommt, für die Osterfeier für die Mädchen Osternester zu basteln und ausgeblasene Ostereier mit persönlichen Motiven zu bemalen. Themenschwerpunkte in der Küche sind zu Ostern Biskuitteig, Spätzlezubereitung und die Zubereitung des Hasenbratens. Ostern wird wegen schlechten Wetters im Haus gefeiert. Die Mädchen bekommen vom Internat Süßigkeiten in Stil der 1950er Jahre, dazu die kunstvoll gefertigten Osternester von Adrian und Björn. Frau Direktor erlaubt den Hausmeistergehilfen, den Mädchen die kleinen Stallkaninchen ins Esszimmer zu holen.

### Folge 9 – Strafarbeit
Herr Burchert bringt am 18. Tag einen Fernseher und versucht, diesen im Salon zu installieren. Die Direktorin weist ihn zunächst an, Gartenbauunterricht zu geben, beordert ihn jedoch kurze Zeit später wieder zurück, um das Gerät einzustellen. Frau Limbrock überrascht Sandrin, Hannah und Nadja, die in einer Pause im Garten kurz vorher geraucht haben. Zur Strafe müssen sie am Samstag einen Aufsatz schreiben, den Hof saubermachen und dürfen nicht in die Milchbar.
Die Folge spricht mit dem Fernseher mehrere Themenblocks an, die einen immensen Aufwand seitens der Produktion beinhaltet hatten. Dieser Aufwand lässt sich Außenstehenden fast nur aus den entsprechenden Kapiteln zu den Schwierigkeiten in der Archivrecherche in Vrancken 2007 erschließen. Neben dem Fernsehgerät war versucht worden, für die Protagonisten im Internat möglichst viel Originalmaterial aus den 1950er Jahren zu bekommen, was mit unerwarteten Schwierigkeiten verbunden war. Dies betraf sowohl die inhaltliche Auswahl der Sendungen als auch deren technischer Zustand. 1958 wurde nicht jede Sendung aufgezeichnet, die meisten Programme wurden live gesendet und gingen damit für immer verloren. Die aufgezeichneten Magnetbänder wurden in den dazwischen liegenden 48 Jahren mehrere Male auf neue Videostandards überspielt und haben dadurch deutlich an Qualität eingebüßt. Dies war auch in den kurzen Original-Sequenzen aus den 1950er Jahren zu sehen, die themenbezogen in jeder Folge eingespielt wurden. Viele Filme wurden auf Videobänder überspielt und danach weggeworfen, die Videobänder sind heute unlesbar. Was aus dieser Zeit heute noch erhalten ist, ist eine zufällige Auswahl aus Musik- und Rateshows, Komödien, Nachrichten, Familienserien, Werbung, Misswahlen, Modeschauen und Fußball. Es gelang nicht, für Herrn Burchert das Finalspiel des FC Schalke 04 gegen den HSV vom 18. Mai 1958 zu bekommen, mit dem Schalke deutscher Meister wurde: von diesem Spiel schien nach 48 Jahren keine einzige Aufzeichnung mehr erhalten zu sein. Die Reaktion im Internat auf das Fernsehgerät muss für das Produktionsteam eine Enttäuschung gewesen sein und ist gleichzeitig eines der wenigen auswertbaren Ergebnisse des Experiments. Alle Protagonisten waren im Tagesablauf bis an die Grenzen ausgelastet, moderne elektronische Medien wurden nach übereinstimmenden Aussagen von keiner der Beteiligten vermisst. Frau Dennhoven berichtete in Vranckens Buch, dass nur wenige Male der Versuch unternommen wurde, überhaupt eine Sendung anzusehen, und dass sie dabei eingeschlafen waren.
Ausschließlich für die Protagonisten wurde im Dorf ein Kino eingerichtet und ein zeitgemäßer Film gezeigt. Weder in Vranckens Buch noch in einer der Folgen wird erwähnt, dass die Mädchen Kinderkleidung genäht hatten und eine Kindermodenschau durchgeführt wurde – Quelle dieser Information sind ausschließlich die Beiträge der Schülerinnen im ARD-Internetforum, die sich enttäuscht darüber geäußert hatten, dass nichts davon verwertet wurde. Diese Beiträge wurden später gelöscht und sind heute nicht mehr zugänglich.

### Folge 10 – Die Verlobung
Julias Freund Tom kommt auf das Gelände und macht ihr, stilgemäß nach Art der 1950er Jahre, einen Heiratsantrag. Die Mädchen üben im Unterricht die Babypflege, mit Puppen und danach auch mit zwei echten Babys.
Der Heiratsantrag war nicht gespielt, sondern in dem Moment tatsächlich als solcher gemeint. Außer dem Drehteam wusste niemand im abgeschirmten Internat Bescheid. Es gab vorher im Drehteam Diskussionen, ob dies zugelassen werden sollte. Voraussetzung für die Einwilligung war, dass Tom Oelbrock sich in Kleidung und Etikette an die Regeln der 1950er Jahre hielt. Tom wurde von Tanz- und Benimmlehrer Henseling auf diesen Antrag vorbereitet.

### Folge 11 – Ehehygiene
Zeitgemäßer Aufklärungsunterricht mit Originalmaterial der 1950er Jahre und dem Gynäkologen Dr. Zimmermann. Der Arzt erklärt sehr abstrakt den weiblichen Zyklus und auch den Vorgang des Geschlechtsverkehrs, weicht Fragen von Katharina und Julia zur Verhütung jedoch aus und beantwortet diese auch auf Nachfrage nicht. Gezeigt werden auch Szenen aus Herrn Henselings Benimmunterricht, der zeigt, wie sich verliebte Paare in der Öffentlichkeit zu verhalten hatten. Elisabeth äußert sich nach einem Rollenspiel kritisch über die Rolle der Frau in den 1950er Jahren.
Aufklärungsunterricht sollte vor allem der Verhinderung von Sexualvergehen wie dem vorehelichen Geschlechtsverkehr dienen, der ausschließlich Mädchen untersagt war. In Folge 3 hatte Enne Freese bereits deutlich gemacht, dass sie als Schülerin in einer Hauswirtschaftsschule nicht aufgeklärt gewesen war, und hatte Nadjas Rückfrage mit ja beantwortet, ob sie damals geglaubt hatte, dass Küssen eine Schwangerschaft zur Folge haben könnte. Doch auch 2006 ging das Fernsehen alles andere als unverkrampft mit dem Thema um. In Folge 11 suggeriert die Sprecherin, die Mädchen hätten keine weiteren Fragen gehabt. In Vrancken 2007 berichtete Katharina jedoch über eine Diskussion mit dem Gynäkologen über Tampons, die im Film ausgeklammert wurde. Der Gynäkologe hatte auf Binden bestanden, weil das Jungfernhäutchen nicht zerstört werden sollte und Binden angeblich hygienischer seien. Katharina und andere schienen in der Diskussion kritische Argumente vorgebracht zu haben.

### Folge 12 – Traumkleider
Vorbereitungen für die Feier zum 1. Mai. Beim Nähen der Ballkleider helfen im Nähsaal abends auch heimlich Adrian und Björn, denen Nadja und Hannah den Umgang mit den Nähmaschinen beibringen. Hannah bekommt in der Milchbar einen Liebesbrief von Tanzpartner Tobias, den sie diplomatisch beantwortet. Am 30. April müssen die übermüdeten Schülerinnen teils bis spät in die Nacht mit Frau Limbrocks Hilfe ihre Ballkleider nähen, bekommen sie aber alle fertig. Herr Burchert baut mit den Gehilfen einen Baldachin vor dem Tanzsaal auf.
Die wertvollen Nähmaschinen waren Originale aus den 1950er-Jahren, die von Sammlern aus verschiedenen Ländern Europas ausgeliehen worden waren. Museen, auch die der Herstellerfirmen, liehen keine Geräte aus, als sie hörten, dass diese für Unterrichtszwecke verwendet werden sollten. In Gegensatz zu Filmrequisiten mussten die Geräte in dieser Produktion tatsächlich funktionieren und wurden auch ausgiebig benutzt.

### Folge 13 – Die Miss-Wahl
Herr Burchert fährt mit den Gehilfen in den Wald, wo eine Birke als Maibaum gefällt und ins Internat gebracht wird. Danach Tanz in den Mai im Tanzsaal des Internats, mit Wettbewerb zur Wahl der „Miss Bräuteschule 1958“. Die Schülerinnen werden dazu in drei Disziplinen bewertet: Tanzen (Rumba), Kartoffelschälen und Qualität der Ballkleider. Da Sandrin und Elisabeth in der Auswertung gleichauf liegen, wird die Siegerin durch Apfelsinen-Wetttanzen ermittelt, einem typischen Partyspiel der 1950er Jahre. Sportlerin Sandrin, die sonst eher in Fußballschuhen auf dem Feld steht und vorher noch nie ein Kleid angehabt geschweige denn selbst genäht hatte, gewinnt den Titel „Miss Bräuteschule 1958“.

### Folge 14 – Schwer geprüft
Kochprüfung und Vorbereitungen dazu. Die Schülerinnen bekommen die zu kochenden Gerichte zugeteilt, nur mit den Zutaten, die Rezepte waren vorher eingesammelt worden. Sabrina hat heimlich Abschriften der prüfungsrelevanten Rezepte angefertigt, die sie mit den anderen teilt. Sandrin übt am Abend vorher „trocken kochen“, was sich in der Prüfung auszahlt. Frau Limbrock setzt sich bei der Direktorin für Sabrina ein, nachdem diese in der Kochprüfung Fehler gemacht hatte.

### Folge 15 – Letzter Schliff
Prüfung in Backen und Bügeln, danach mündliche Prüfung. Elisabeth findet Bügeln nervig, absolviert die Prüfung dennoch mit der Note 1. Madeleine macht etliche Fehler beim Backen von Dampfnudeln. Die Direktorin verkündet die Noten während des Mittagessens. In der mündlichen Prüfung geben die Schülerinnen den gelernten Stoff wieder. Madeleine thematisiert in der Tagebuchkamera die Diskrepanz zwischen der Wiedergabe der Aussagen in der Prüfung zur Rolle der Frau in der Ehe und ihrem tatsächlichen Lebensbild. Ein weiterer Unterschied zum Leben unter den Bedingungen der 1950er Jahre wird von Sandrin angesprochen: die Hektik des Lebens von 2006 als Gegensatz zur Ruhe in der Abgeschiedenheit. Sandrin war an den 1950er Jahren außerdem positiv aufgefallen, dass praktisch kein Müll produziert und alles wiederverwertet wurde. Adrian und Björn führen ein kurz inszeniertes Theaterstück auf und parodieren dabei die Lehrkräfte.

### Folge 16 – Finale
13. Mai 2006, letzter Tag im Hauswirtschaftsinternat. Die Angehörigen sind angereist, um die Mädchen abzuholen. Sie werden zunächst von Herrn Henseling darin eingewiesen, dass die Protagonistinnen 6 Wochen unter den Sitten und Gebräuchen der 1950er Jahre gelebt hatten. Der Tanz- und Benimmlehrer bereitet eine langsame Umstellung vor. Die Schülerinnen stellen der Direktorin zunächst ihre Angehörigen vor und bedienen diese dann beim Mittagessen. Erst danach fällt die Maske, die Schülerinnen nehmen ihre Angehörigen in die Arme und zeigen ihnen das Internat. Bei der Verabschiedung und Zeugnisvergabe werden drei Mädchen besonders geehrt: Elisabeth als Jahrgangsbeste, Madeleine mit dem Kameradschaftspreis und Fußballfan Sandrin für besondere Leistungen mit einem dreiwöchigen Praktikum im Hotel der brasilianischen Fußballnationalmannschaft bei der WM 2006. Danach erhalten die Absolventinnen und die Lehrkräfte ihre Kleidung zurück und verabschieden sich voneinander.
Hintergrund für den Kameradschaftspreis war, dass vonseiten der Produktionsleitung bei der Gruppe der Schülerinnen den sozialen Kompetenzen eine hohe Bedeutung beigemessen wurde. Schon bei der Auswahl wurde zur Einschätzung der Teamfähigkeit eine psychologische Fachkraft hinzugezogen. Eine der bei dieser Produktion gefragten Eigenschaften war, es aushalten zu können, nicht im Mittelpunkt zu stehen. Madeleine war am Ende der Schulzeit von den Mädchen in einer geheimen Abstimmung für diesen Preis gewählt worden.
Elisabeth, im wirklichen Leben Auszubildende als Verlagskauffrau, erhielt als Jahrgangsbeste das Angebot, an einem Buch über die Fernsehserie als Ko-Autorin mitzuarbeiten. Das angesprochene Buch über die Bräuteschule kam im Januar 2007 zeitgleich mit der Sendung und der DVD auf den Markt. Alleinige Autorin des Buches war Vivian Vrancken, die Elisabeth Jüngst für ihre freundliche Unterstützung in der Danksagung erwähnte.

### Bonusfolge – Wilde Wasser
Diese 17. Folge wurde nicht im Fernsehen ausgestrahlt und nur für die DVD zusammengestellt. Gezeigt wird ein Schulausflug mit einem historischen Ausflugsbus an die Nahe, etwa in der letzten Aprilwoche. Die Schülerinnen bekommen von einem Kanulehrer Herrn Quitsch zunächst den Umgang mit Faltbooten gezeigt und fahren damit dann mehrere Stunden die Nahe hinab. Hausmeister Buchert und seine beiden Gehilfen sollen derweil Fische angeln, fangen jedoch nichts, bis Herr Burchert schließlich heimlich zu einer nahegelegenen Forellenzucht fährt und 20 Forellen kauft. Der Abend am Lagerfeuer klingt harmonisch aus.
Herr Burchert hatte laut Vrancken 2007 die Forellen aus eigener Tasche bezahlt.

## Internetforen
Einige Protagonisten beteiligten sich vor und nach den Dreharbeiten an Diskussionen in Internetforen, besonders Julia Otten, Nadja Kayser, Elisabeth Jüngst und Björn Gamerschlag.
Diese Forenbeiträge sind eine wertvolle Quelle zum Verständnis der Dreharbeiten und für Informationen, die der Öffentlichkeit anderweitig nicht zugänglich gewesen wären.

## Sendetermine und Einschaltquoten
Die Serie wurde vom 9. Januar 2007 bis 14. Februar 2007 ausgestrahlt. 2,97 Millionen Zuschauer sahen die erste Folge der Doku-Soap (9. Januar 2007). Das entsprach einem Marktanteil von 11,3 Prozent. Bei den 50- bis 64-jährigen Frauen wurde ein Marktanteil von 13,8 Prozent erreicht, der Anteil bei den 14- bis 49-Jährigen lag mit 8,9 Prozent über dem Durchschnitt. Die letzte Folge am 15. Februar 2007 sahen 2,42 Millionen Zuschauer.
Vom 16. Dezember 2008 bis 22. Januar 2009 wurde die Serie wiederholt.